# پاتسانوو
پاتسانوو (به لهستانی:  Pacanów) یک روستا در لهستان است که در گمینا پاتسانوو واقع شده‌است. پاتسانوو ۷٫۱۳ کیلومتر مربع مساحت و ۱٬۱۳۷ نفر جمعیت دارد.